# فرودگاه شهری گرینویل
فرودگاه شهری گرینویل (به انگلیسی: Greenville Municipal Airport (Maine)) یک فرودگاه همگانی بهره‌برداری هوایی است که یک باند فرود آسفالت دارد و طول باند آن ۱۲۱۹ متر است. این فرودگاه در کشور ایالات متحده آمریکا قرار دارد و در ارتفاع ۴۲۷ متری از سطح دریا واقع شده‌است.